# Бабуна (планина)
Бабуна је планина у Североној Македонији, североисточно од Прилепа, између северног дела Пелагоније и Велешке клисуре. Највиши врх је Козјак 1.748 м, Поред њега високи врхови су Мукос 1.445 м и Кадијица са 1.422 м.
Састављена је од гранита, пегматита и других еруптивних стена. Бабуна се убраја међу средње високе планине. Прошарана је дубоким долинама, па зато има више карактеристичних врхова.
На њеним обронцима има добрих пашњака, па је овде развијено овчарство, нарочито у хладнијим месецима кад се стада спуштају са високих планина западних делова Северне Македоније. Богата је и рудним благом (олова и др). Њеним подножјем пролази пут Прилеп—Велес.
Сматра се да је у тој области проповедао поп Богомил, оснивач богомилства, због чега су његове присталице називане бабунима.

## Историја
- За време Првог светског рата, војвода Василије Трбић, први се авионом спустио у позадину аустријске, немачке и бугарске војске. Остајао је на терену по пола године и враћао се у Солун са извештајем о непријатељу.[тражи се извор]
- Јован Бабунски је добио надимак по планини Бабуни, на којој је четовао 1905—1908.[2]